# Merkurij

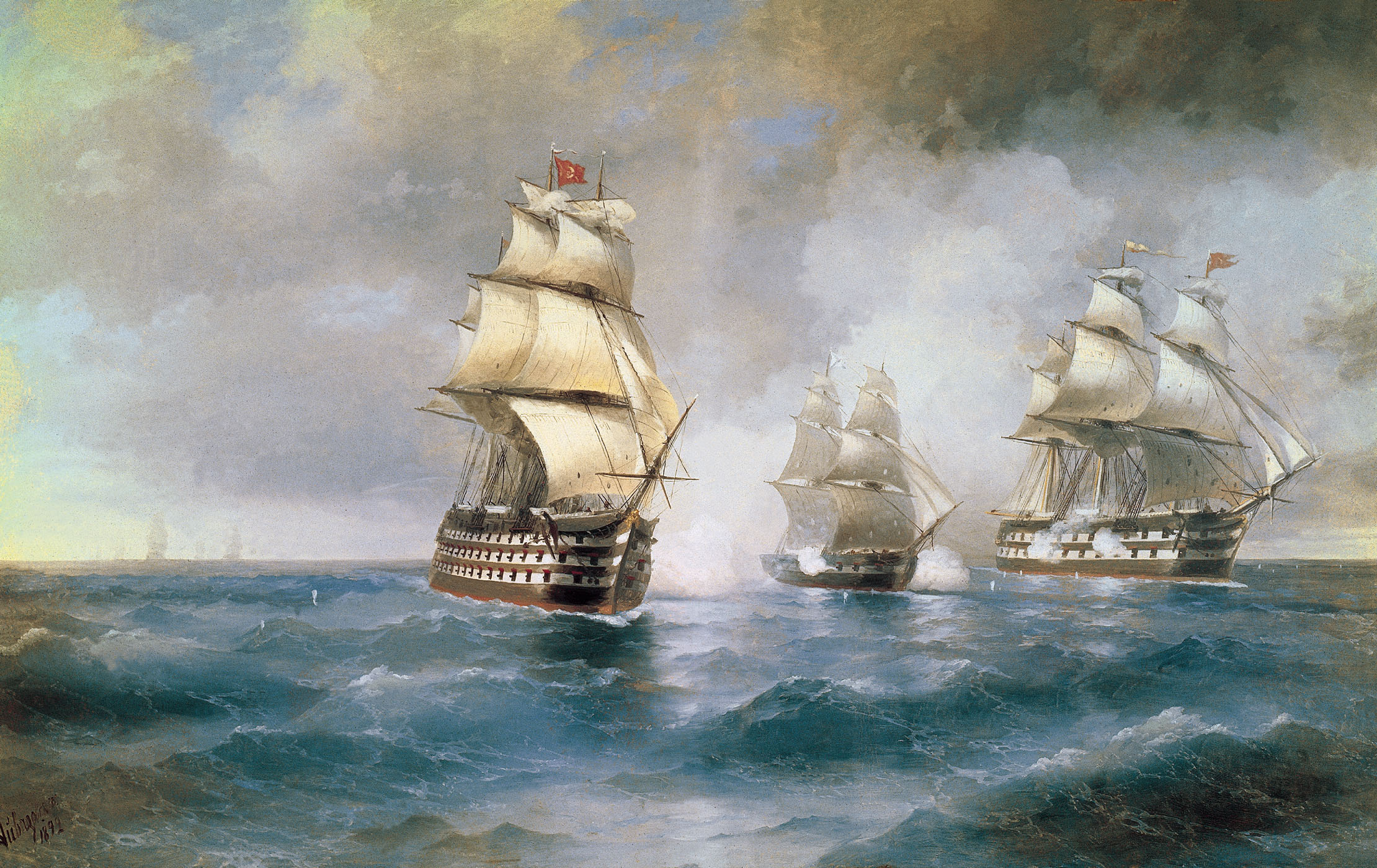
Merkurij, útok na turecké lodě na malbě.

Merkurij byla ruská dělová briga s výzbrojí 18 děl. Proslavila se hlavně svým bojem z 14. května 1829, kdy se střetla s dvěma osmanskými řadovými loděmi o 110 a 74 dělech. Posádce se podařilo dobrým manévrováním a vlastní statečností nejen předejít zajetí či zničení, ale také uštědřit Osmanům takové škody, že ti radši přerušili boj a odpluli. Za to byl kapitán lodi Kazarskij vyznamenán 4. stupněm Vojenského řádu sv. Jiří a loď dostala, jako teprve druhá v ruském loďstvu, právo vyvěsit svatojiřskou standartu. Na památku tohoto hrdinského činu bylo navíc ustanoveno, že ve stavu ruského Černomořského loďstva musí být vždy loď nesoucí název Pamjať Merkurija.